# Kill Hannah
Kill Hannah is een alternatieve-rockband uit Chicago (VS). Ze hebben tot op heden zes albums, zeven ep's, twee compilatiealbums en drie dvd's uitgebracht.

## Geschiedenis
Singer-songwriter Mat Devine heeft in 1993 de band opgericht en deze is vernoemd naar zijn ex-vriendin. Toentertijd was Devine zanger en gitarist bij In a Jar UK. Nadat het uitging met Hannah zette hij stickers met de tekst "Kill Hannah" op de In a Jar UK 7-platen.

## Discografie

### Studioalbums
| Jaar | Titel                            | Platenmaatschappij                                  |
| ---- | -------------------------------- | --------------------------------------------------- |
| 1996 | The Beauty in Sinking Ships      | Zelf uitgebracht                                    |
| 1998 | Here Are the Young Moderns       | Zelf uitgebracht                                    |
| 1999 | American Jet Set                 | Arcadeltic Records                                  |
| 2003 | For Never & Ever                 | Atlantic Records                                    |
| 2006 | Until There's Nothing Left of Us | Atlantic Records                                    |
| 2009 | Wake Up The Sleepers             | Original Signal Recordings/Universal Motown Records |

### Ep's
| Jaar | Titel                            | Platenmaatschappij |
| ---- | -------------------------------- | ------------------ |
| 1996 | Hummingbirds the Size of Bullets | Zelf uitgebracht   |
| 1996 | Sleeping Like Electric Eels      | Zelf uitgebracht   |
| 1997 | Stunt Pilots                     | Zelf uitgebracht   |
| 2001 | Unreleased Cuts 2000/2001        | Zelf uitgebracht   |
| 2002 | Kill Hannah Tour EP              | Zelf uitgebracht   |
| 2006 | Lips Like Morphine EP            | Atlantic Records   |

### Compilaties
| 2004 | The Curse of Kill Hannah | Zelf uitgebracht |
| 2007 | Hope for the Hopeless    | Zelf uitgebracht |

### Promos
- Lovesick/Nerve Gas (cassette-promo) (1997)
- All That He Wants (American Jet Set) (3-track-single) (1999)
- Welcome To Chicago, Motherfucker (1-track-single) (2000)
- Kill Hannah Sampler (Kennedy/Big Shot 'Snippet') (2003)
- Kennedy (1-Track Single) (2003)
- 1993-1999 (5-track-cd met vier oudere liedjes en "Goodnight, Goodbye".) (2003)
- A New Heart For Christmas (1-track-single) (2003)
- Lips Like Morphine (1-track-single) (2006)
- Lips Like Morphine 'Remixes' (2006)
- Crazy Angel 'Remixes' (2007)
- Boys And Girls (promo-3-track-single) (2008)
- New York City Speed Remix Maxi-Single iTunes Download (juni 2010)
- Promise Me (4-Track Single) (februari 2011)

### Dvd's
- Welcome to Chicago (december 2005)
- New Heart for X-Mas 6 Gelimiteerde editie (december 2008)
- Seize The Days (december 2008)[2]

### Singles
| Year | Nummer                              | Album                             |
| ---- | ----------------------------------- | --------------------------------- |
| 1998 | "Nerve Gas"                         | Trendy Compilation                |
| 1999 | "Humming Birds the size of Bullets" | Humming Birds the size of Bullets |
| 2003 | "Kennedy"                           | For Never & Ever                  |
| 2006 | "Lips Like Morphine"                | Until There's Nothing Left of Us  |
| 2008 | "Boys And Girls"                    | For Never & Ever                  |
| 2009 | "Strobe Lights"                     | Wake Up The Sleepers              |
| 2011 | "Promise Me"                        | Wake Up The Sleepers              |